# 拟舵鲣属
拟舵鲣属（学名：Pseudauxides）是已灭绝的鲭科海洋辐鳍鱼类，该科包含了现生鲭鱼和金枪鱼。
该属只包含华美拟舵鲣一个物种，由古生物学家肯尼斯·A·蒙施（Kenneth A. Monsch）在2006年描述。

## 发现与年代确定
拟舵鲣属仅发现于意大利威尼托大区的著名的古生物学遗迹——蒙特波卡化石库（Monte Bolca Lagerstätte) 。华美拟舵鲣生活在下始新世（伊普雷斯期）的地中海前身——特提斯洋的热带海域中，年代大约在49至48.5百万年前。
蒙特波卡的始新世环礁带既受海岸影响，也受开阔海域影响。在这种环境下，化石保存于层状石灰岩沉积物中，沉积于缺氧的凹陷处。
目前已知至少有三种其它种类的鲭鱼生存于同时期的蒙特波卡地区：
- 波卡似鲔鲭 Thunnoscomberoides bolcensis
- 矛形戈氏鲭 Godsilia lanceolata
- 原翼仿舵鲣 Auxides propterygius

## 描述
拟舵鲣属的体长约为三十厘米，与现在的鲭鱼相当，体表覆盖着中等大小的鳞片。拟舵鲣属的头骨具有由额骨上的无数沟壑组成的装饰物，非常锋利的牙齿呈较薄的圆锥形，排列得并不紧密，其口吻部比头骨的其余部分短。拟舵鲣属有大约三十个椎骨，背外侧和腹外侧都有凹陷。拟舵鲣属的背鳍彼此靠近，第一个和第二个背鳍融合在一起，第三和第四个也是如此；而第一根鳍棘则变厚并折叠，尾鳍正中间的鳞片状突起增大，它们之间间距适中。

## 分类

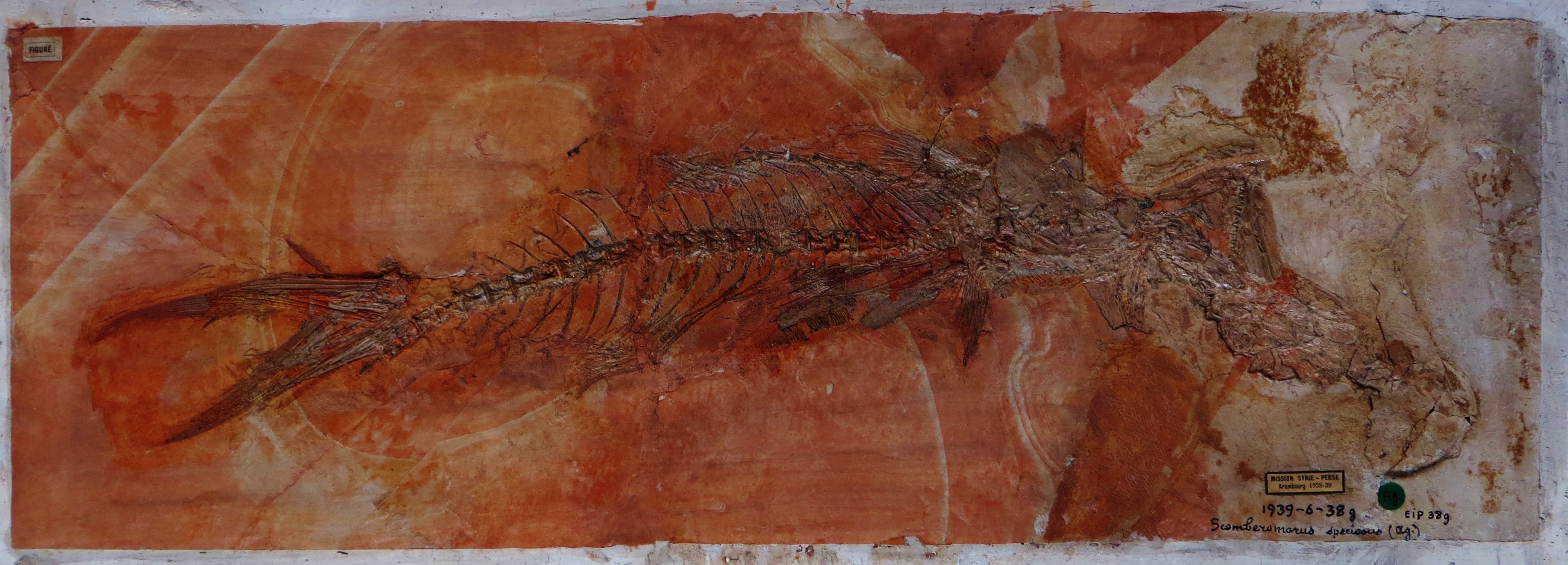
华美拟舵鲣的化石

拟舵鲣属的第一批化石是由意大利古生物学家乔瓦尼·塞拉菲诺·沃尔塔（Giovanni Serafino Volta）于1796年在他写的第一本关于蒙特波卡鱼类化石的专著中描述的，他将这些化石命名为华丽鲭（Scomber speciosus）。
后来，路易士·阿格西在1835年将这些化石描述为Cybium speciosum，而法国古生物学家卡米耶·阿朗堡（Camille Arambourg）则在1967年将它们归为马鲛属。
肯尼斯·A·蒙施在2006年对发现于蒙特波卡化石库的鲭形目鱼类化石进行的研究表明，拟舵鲣属与现生的鲭属、金带花鲭属以及已灭绝的仿舵鲣属密切相关，而拟舵鲣属是这四者中最原始的分类群。.